# 溝口直治
溝口 直治（みぞぐち なおはる）は、江戸時代中期の大名。越後国新発田藩6代藩主。官位は従五位下・信濃守。

## 生涯
5代藩主溝口重元の次男として江戸にて誕生した。幼名は虎之助、のち久三郎。初め重貞（しげさだ）と称し、のち直治と改める（将軍世子徳川家重の「重」を憚ったため）。
享保元年（1716年）徳川吉宗に初御目見する。同3年11月21日（1719年1月11日）、父・重元の死去により家督を継ぎ、翌享保4年（1719年）に家督の礼として重元の遺品である青江助次の太刀を将軍家に献上する。同年、従五位下・信濃守に叙任する。
享保9年（1724年）、越後蒲原郡の幕府領4万3000石を預けられ、同14年（1729年）にはさらに2万石を預けられた。同15年（1730年）には叔父逸見元長に年々蔵米1000石を与え、幕臣とすることを願って許された。
享保17年（1732年）、江戸において26歳で死去した。法号は天真全用大機院（大機院殿前信州大守天真全用大居士とも）。江戸の駒込吉祥寺に葬る。
直治は播磨国姫路藩主榊原政邦の娘と結納まで交わしていたが、婚儀を行う前に病に倒れ、縁談は解消された。嗣子はなく、一族の旗本・溝口直道の四男・亀之助（溝口直温）を急養子に迎えて家督を継がせた。直治の治世は財政窮乏が一つの頂点に達した時期であり、新発田藩では下級藩士の召し放ちや、藩士からの知行・俸禄の借り上げを行うのやむなきに至った。ことに国元において例年のように繰り返される水害は、藩財政に大きな打撃を与えた。このために加治川や阿賀野川の水系において大規模な治水工事が行われたのも、またこの時期の特徴であった。

## 系譜
- 父：溝口重元
- 母：角 - 山崎定右衛門の娘
- 婚約者：榊原政邦の娘
- 養子
  - 男子：溝口直温 - 溝口直道の四男